# Stipe Šuvar
Stipe Šuvar (Zagvozd kod Imotskog, 17. veljače 1936. – Zagreb, 29. lipnja 2004.), hrvatski političar, komunist, sociolog i sveučilišni profesor.

## Politička karijera
U vrijeme SFRJ obavlja niz društvenih i političkih fukcija. Republički sekretar za prosvjetu i kulturu postaje 1974., a član Predsjedništva CK SKH 1982. Godine 1986. — u vrijeme kada je nakon smrti Josipa Broza Tita komunistička Jugoslavija bila poprištem dugotrajne gospodarske krize i kada je on kao i drugi rukovodioci na najvišim razinama bio u mogućnosti prepoznati da je opstanak jugoslavenskog socijalizma ozbiljno doveden u pitanje — odlazi na funkcije u Predsjedništvu SFRJ i Predsjedništvu CK SKJ. Od 20. lipnja 1988. do 17. svibnja 1989. godine je predsjednik Predsjedništva Centralnog komiteta Saveza komunista Jugoslavije, a od 15. svibnja 1990. do 24. kolovoza 1990. godine je potpredsjednik Predsjedništva SFR Jugoslavije.
Kao republički sekretar (ministar) za prosvjetu i kulturu proveo je u razdoblju od 1974. do 1982. godine ozbiljnu reformu srednjoškolskog sustava, u kojemu su između ostalog bile ukinute gimnazije, ali i prave zanatske škole; time se on definitivno upisao u povijest hrvatskog školstva.
Nakon raspada Jugoslavije Šuvar nastavlja zagovarati socijalističku političku doktrinu i radničko samoupravljanje, ostajući dosljedni sljedbenik komunističke ideologije.

## Životopis
Iz težačke obitelji, nakon završetka gimnazije u Imotskome (tijekom školovanja primljen je u Komunističku partiju, kasniji Savez komunista), upisuje se na Pravni fakultet Sveučilišta u Zagrebu gdje je među najboljim studentima. Nakon diplome, zaposlio se u Agrarnom institutu u Zagrebu, istodobno upisavši studij filozofije.
Kao 29-godišnjak doktorira na zagrebačkom Pravnom fakultetu 1965. godine, s temom iz sociologije. Pokretač je i prvi glavni i odgovorni urednik časopisa Sociologija sela te glavni i odgovorni urednik Studentskog lista i časopisa Naše teme. Bio i je i član uredništva časopisa Marksističke sveske u Sarajevu, glavni urednik časopisa Socijalizam u Beogradu, a od 1994. urednik Hrvatske ljevice.
Autor je dvadesetak knjiga i niza članaka, rasprava i studija. Bavio se sociologijom sela, kasnije i urbanom sociologijom, što su i teme njegovog kolegija na Filozofskom fakultetu u Zagrebu, gdje je predavao do smrti.

## Politički angažman
Šuvar je političku afirmaciju doživio poslije gušenja Hrvatskog proljeća, tijekom kojega se svrstao uz Vladimira Bakarića i pobjedničku frakciju koju je Josip Broz Tito reinstalirao poslije kraha proljećara u Karađorđevu. SKH je pod njegovim vodstvom pokušao promijeniti ustavnu odredbu o hrvatskom književnom jeziku.
Godine 1974. Šuvar je postao sekretar, to jest ministar za kulturu Socijalističke republike Hrvatske. U sljedećih deset godina je bio protagonistom ili inicijatorom nekoliko utjecajnih projekata: Muzeja hrvatskih arheoloških spomenika u Splitu (o Šuvarovu prinosu u ozbiljenju toga izuzetno značajnoga kulturnoga mišljenja su podijeljena ovisno o političkim simpatijama ili antipatijama), gradnje nove zgrade Nacionalne i sveučilišne knjižnice u Zagrebu (Šuvar je glavni pokretač toga pothvata), Muzeja Mimara, Državnog arhiva, Galerije Klovićevi dvori, Bijele knjige (po mnogima ortodoksno komunističke denuncijacije ideoloških "skretanja" stanovitoga broja intelektualaca i kvaziintelektualaca u SFRJ), te reforme školstva u Hrvatskoj.
U razdoblju poslije Titove smrti Šuvar se nametnuo kao ideološki arbitar na području cijele Jugoslavije, a nakon Bakarićeve smrti i kao "Bakarić poslije Bakarića" [nedostaje izvor]. Tijekom razbuktavanja velikosrpskoga pokreta u drugoj polovici 1980-ih, Stipe Šuvar je olakšao učvršćenje Slobodana Miloševića na vlasti.[provjeriti] Ova ocjena se može osporavati i činjenicom da je Šuvar u vrijeme 1988. – 1989. bio jedan od najnapadanijih političara od strane srpskog rukovodstva i medija (Šuvar, 1989). Još 1987. Šuvara je hrvatski književnik Petar Šegedin okvalificirao kao predvoditelja "iskorijenjivačke politike protiv hrvatskog književnog jezika". Kao predsjednik CK SKJ 1989., Šuvar je imao realnu (ali svakako ne apsolutnu) političku moć, ali je sve ostalo na praznim frazama (poznata je njegova rečenica o tome da će reći "popu pop, a bobu bob" – što bi značilo da će javno objelodaniti velikosrpski sadržaj Memoranduma SANU i cijeloga mitingaškoga pokreta. No to se nije dogodilo. Doduše, to nije spriječilo da ga srpski režimski mediji obaspu bujicom uvreda i prijetećih optužaba. Šuvar se i prije našao na meti unitarističko-centralističkih snaga zbog govora u kojem se suprotstavio centralizatorskom pritisku srpske političke elite sredinom osamdesetih godina. Onda je pritisak bio zamaskiran u ruho unitarnoga jugoslavenstva i praćen kampanjom protiv "konfederacije koja rastura Jugoslaviju" i ustava iz 1974., dok se koncem 1980-tih pokazao kao otvoreni plan velikosrpske dominacije u cijeloj ondašnjoj SFRJ.

## Bijela knjiga
U ožujku 1984. izrađuje elaborat pod nazivom "Bijela knjiga" u kojoj analizira političke tendencije u umjetničkom stvaralaštvu. Tu navodi „sporne” knjige, kazališne predstave, javne nastupe nekih kulturnih stvaralaca, zbivanja u filmu, istupe filmskih stvaralaca i istupe nekih poljskih i istočnoeuropskih autora i njihovih djela.
Godine 1989. postao je članom Predsjedništva SFRJ, no, zbog pasivnosti tijekom balvan revolucije i rastućih prijetnji novom hrvatskom vodstvu, izabranom na višestranačkim izborima, smijenjen je s toga položaja na kojemu ga je zamijenio Stipe Mesić. Šuvar se vraća na Filozofski fakultet u Zagrebu (gdje drži katedru Sociologije sela i Demografije) i povlači se iz političkoga života.

## Domovinski rat i poslije
Tijekom Domovinskoga rata za Šuvara se praktički nije ni čulo,[provjeriti] iako je 1994. osnovao list Hrvatska ljevica. Stranački se reaktivirao 1997., osnovavši Socijalističku radničku partiju s namjerom okupljanja širokog spektra lijevih političkih opcija.
Političara Šuvareva profila nije lako okarakterizirati. Kao politički praktičar nije bio najsretnije ruke, dijelom zbog vlastitoga dogmatizma koji je stigmatizirao svako očitovanje hrvatstva [nedostaje izvor] (i time mu bitno suzio manevarski prostor u ključnim osamdesetim godinama), ali, vjerojatno, i zbog same činjenice da Šuvar nije bio vođa niti čovjek od akcije, nego kabinetski ideolog. Šuvarova reforma školstva ostaje kontroverznom temom. Izgleda da je Šuvar htio ostvariti neku vrstu „specijaliziranoga školstva”, kakvo postoji u razvijenim kapitalističkim zemljama poput Njemačke ili Švedske.

## Djela
1. Društvene promjene i djelovanje komunista u selu, suaktori J. Jelić, I. Magdalenić, Agrarni institut, Zagreb, 1968., (S. Šuvar je napisao je 1. i 2. dio, odnosno od 1-222 stranice i bio redaktor knjiga
2. Sociološki presjek jugoslavenskog društva, Školska knjiga, Biblioteka Obzor, Zagreb, 1970.,185 str.
3. Nacije i međunacionalni odnosi, Biblioteka Naših tema, Zagreb, 1970., 150 str.
4. Nacionalno pitanje u Sovjetskom Savezu, Centar za društvena istraživanja, Beograd, 1971., 168 str.
5. Samoupravljanje i druge alternative, Narodno sveučilište grada Zagreba, Centar za aktualni politički studij, Zagreb, 1972., 338 str.
6. Između zaseoka i megalopolisa, Agrarni institut, Zagreb, 1973., 244 str. (Nagrada "Božidar Adžija" 1974. godine
7. Nacionalno i nacionalističko, Marksistički centar, Split, 1974., 397 str.
8. Lijevo i desno ili desno i lijevo (varijacije), Zamak kulture, Vrnjačka Banja, 1975., 111 str
9. Samoupravljanje i druge alternative (drugo izdanje), Narodno sveučilište grada Zagreba, Centar za aktualni politički studij, Zagreb, 1976., 453 str.
10. Škola i tvornica, Školska knjiga, Pedagoška biblioteka, Zagreb, 1977., 234 str, (Nagrada Nin-a 1977.)
11. Samoupravljanje i druge alternative (treće izdanje), Centar za kulturnu djelatnost SSO, Zagreb, 1978., 443 str.
12. Nacionalno i nacionalističko, Komunist, Skopje, 1978., 332 str.
13. Samoupravljanje i druge alternative (četvrto izdanje) ,Centar za kulturnu djelatnost SSO, Biblioteka Suvremena politička misao, Zagreb, 1980., 488 str.
14. Politika i kultura, Globus, Zagreb, 1980., 328 str.; Vuk Karadžić, Beograd, 1980., 344 str.
15. Vizija i stvarnost u socijalističkom preobražaju obrazovanja, Pedagoški fakultet, Biblioteka Suvremeni jugoslavenski pedagozi, knjiga 3, Osijek, 1982., 362 str
16. Samoupravljanje i druge alternative, Centar za kulturnu djelatnost SSO, Biblioteka Suvremena politička misao, Zagreb,1983., 464 str.
17. Omladina između ideala i stvarnosti, Centar za idejno-teorijski rad ,Osijek, 1984., 282 str.
18. Pitanja kontinuiteta, Globus, Biblioteka Posebna izdanja, Zagreb, 1985., 376 str. (Nagrada "Vladimir Bakarić")
19. Svi naši nacionalizmi ,Milić Radić, Biblioteka Posebna izdanja, knjiga 7, Valjevo, 1986., 328 str.
20. Svijet obmana, August Cesarec, Suvremene teme, Zagreb, 1986., 399 str.
21. Vrijeme iskušenja: jugoslavenski socijalizam između vizije i posrtanja, Oslobođenje, Politička biblioteka, Sarajevo, 1987., 489 str.
22. Svi naši nacionalizmi, Komunist, Skopje, 1987., 458 str. (prijevod Mira Jankovska)
23. Sociologija sela, Školska knjiga, Udžbenici Sveučilišta u Zagrebu), Zagreb, 1988., prvi tom- 456 str., drugi tom - 568 str.
24. Socijalizam i nacije, Globus, Zagreb, 1988., prvi svezak - 456 str. ,drugi svezak -306 str.
25. Nacionalja dhe nacionalistja, Rilindija, Biblioteka Shoqerore politike, Phrishtine, 1988., 372 str.
26. Nezavršeni mandat, Globus, Zagreb, 1989., prvi tom - 406 str., drugi tom - 484 str.
27. Hrvatski karusel, Razlog, Zagreb, 2003., 568 str.; drugo izdanje, Razlog, Zagreb, 2004., 590 str.